# ترکان‌آباد
ترکان‌آباد روستایی در دهستان سخوید بخش نیر شهرستان تفت استان یزد ایران است.

## جمعیت
بر پایه سرشماری عمومی نفوس و مسکن در سال ۱۳۹۵ جمعیت این روستا کمتر از ۳ خانوار بوده‌است.